# 塔維利然卡
49°50′53″N 37°46′23″E / 49.84806°N 37.77306°E
塔維利然卡（烏克蘭語：Тавільжанка）是位於烏克蘭東部的村莊，由哈爾科夫州庫皮揚斯克區的德沃里奇纳市镇負責管轄。該村始建於1899年，面積3.31平方公里，海拔高度105米，2001年人口1,924，人口密度每平方公里580.9人。